# Vendetta (film, 1919)
Pour plus de détails, voir Fiche technique et Distribution.
Vendetta est un film allemand réalisé par Georg Jacoby, sorti en 1919.

## Synopsis
Sur l'ile de Beauté, le frère de Marianna Paoli est assassiné par un Anglais dont elle ignore  l’identité. Elle fait le serment de se venger sa mort et poursuit le meurtrier  jusqu’à Monte-Carlo. Là, elle tombe sous le charme d’un jeune officier, qui s'avère être le responsable de la mort de son frère.

## Fiche technique
- Titre : Vendetta
- Réalisation : Georg Jacoby
- Scénario : Georg Jacoby et Léo Lasko (en)
- Photographie : Theodor Sparkuhl et Fritz Arno Wagner
- Production : Paul Davidson (en)
- Pays d'origine : République de Weimar
- Format : Noir et blanc - 1,33:1 - Film muet
- Genre : drame
- Date de sortie : 1919

## Distribution
- Pola Negri : Marianna Paoli
- Emil Jannings : Tomasso
- Harry Liedtke : Edwin ALcott
- Magnus Stifter : Graf Danella
- Emil Birron (en) : Washington Irving
- Käthe Dorsch : Miss Ruth Alcott
- Fred Immler (en) : Lieutenant Antonio Paoli
- Margarete Kupfer : Lady Crawford